# プレハブ工法

プレハブ工法の例

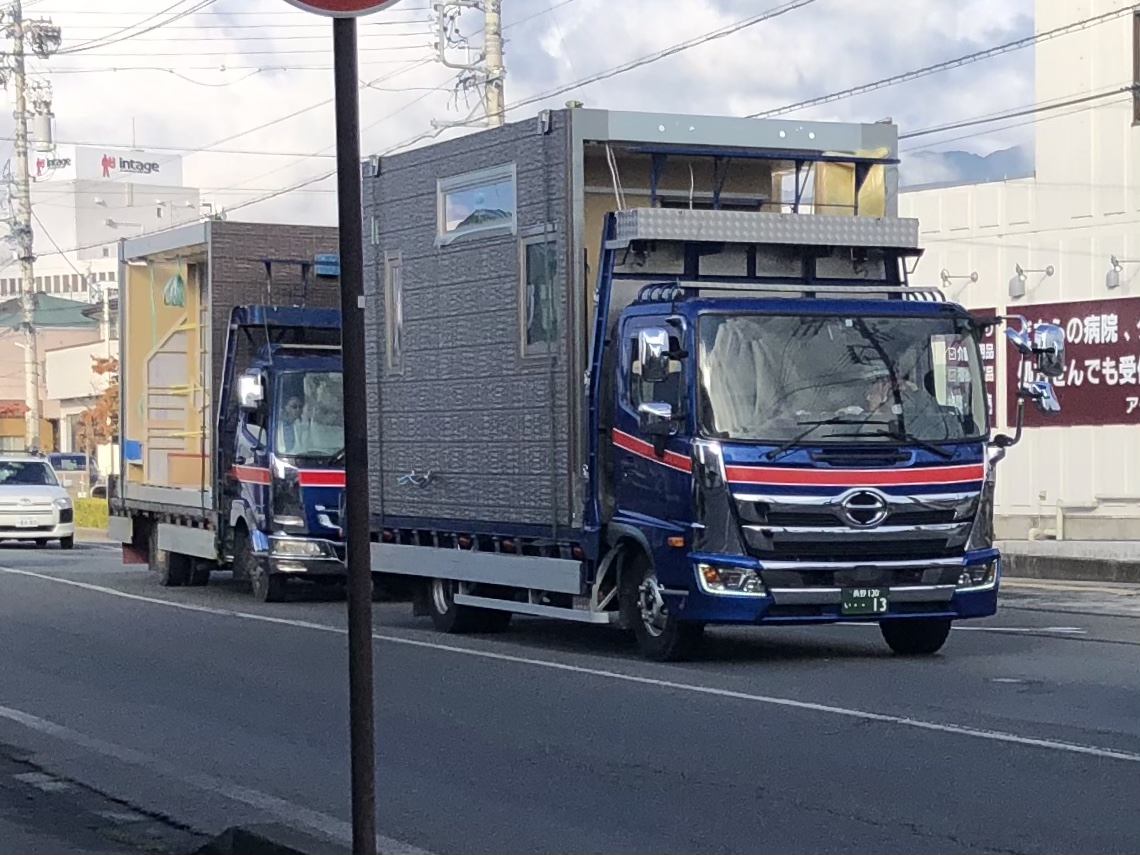
部材を運ぶトラック

プレハブ工法（プレハブこうほう、英: prefabricated-building）とは、建築工法の1つで、建築物の一部または全ての部材をあらかじめ工場で製作し、現場で組み立てる工法を指す。
この工法は近代に始まったものではなく、古来より東洋・西洋を問わず、世界各地に広く存在している。

## 定義と呼称
『学術用語集 建築学編』では、
- プレファブ工法、またはプレファブリケーション（英: prefabrication[注 1]）と定められている。
- この工法を用いた建築物は「プレハブ建築」、あるいは単に「プレハブ」（英: prefab[注 2]）と呼ばれる。
- この工法を用いた住宅は「プレハブ住宅」と呼ばれる。

しかし、現代の日本語においては
- 仮設住宅、バラック、掘っ建て小屋などの簡易な建築物を俗に「プレハブ」と呼ぶことがある。
- 一方、本物のプレハブ工法で建てられた住宅であっても、その外観があきらかに複雑または豪奢であれば、建築に関する知識を持たない人はそれを「プレハブ住宅」とは見なさない。
- このように「建築学上のプレハブ工法」と「日本語俗語としてのプレハブ」は、必ずしも同一の意味を持つわけでは無い。

近年、日本の建築業界では多少工場生産された部材が用いられ、プレハブ工法は「従来の建築工法」に比べて「工場で生産された部材の使用割合が大きい工法」を指すこともある。

## 概要
プレハブ工法では、プレカットやプレキャスト工法などの手法で工場での品質管理のもとで部材を生産するため、品質が一定で高い精度を確保できる。また、建築現場での作業が軽減され、工期が短縮される。さらに、大量生産によって、低コスト化を図ることができる。一方、画一的であると言われたデザインについても多様化が図られている。
一方、構造形式にもよるが、間取りの自由度が低く、増改築やリフォームがしにくいといった短所もある。鉄骨系のプレハブ住宅は軽量鉄骨を用いるため、重量鉄骨を用いる鉄骨造に比べて耐久性が低い。
プレハブ建築は、以下の3種類に大別される。
- プレハブ住宅
- PC（プレキャストコンクリート）建築
- 規格建築

## プレハブ住宅

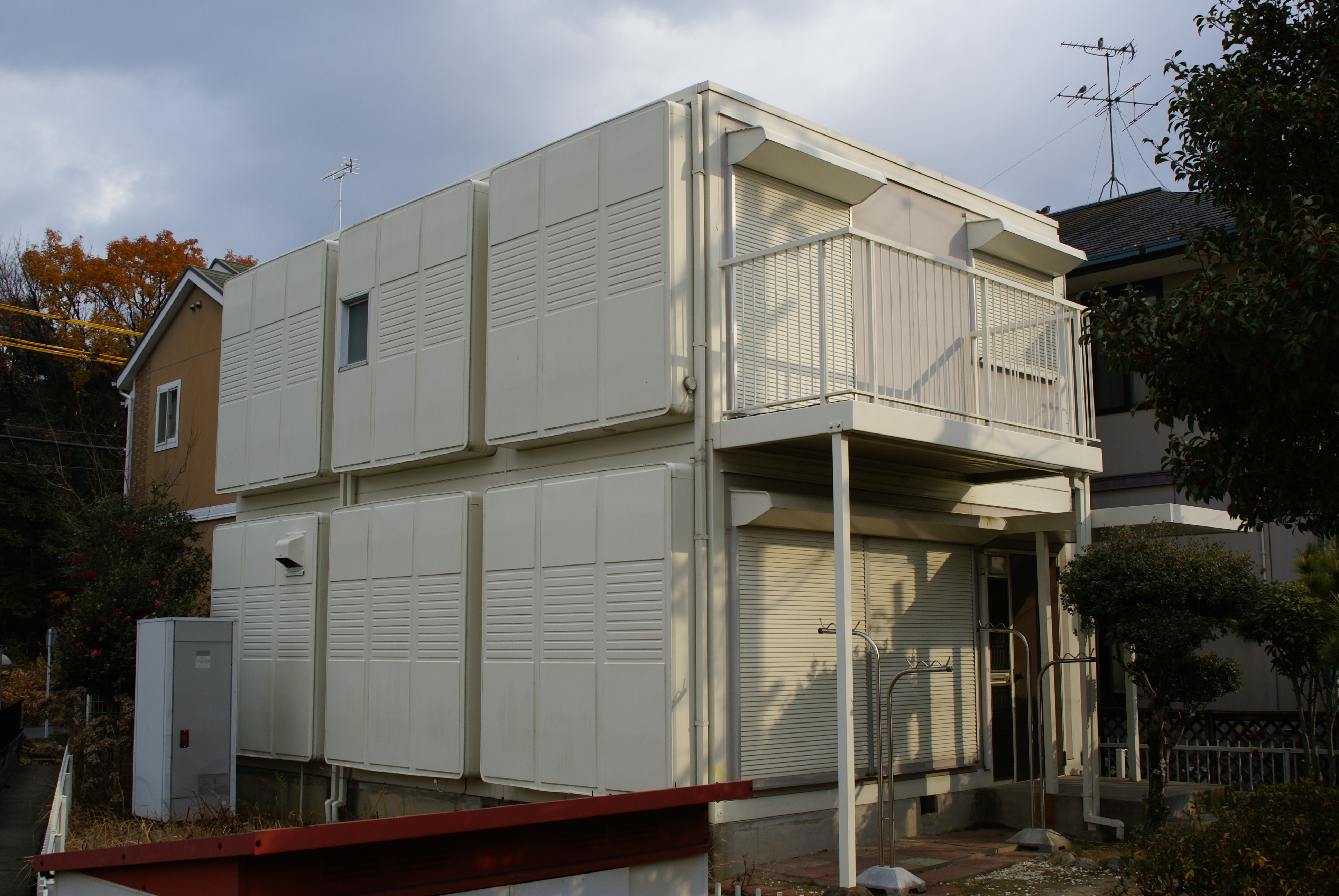
ユニット住宅の例（セキスイハイムMR）

プレハブ住宅は日本でのみ定着した工法とされる。2014年の日本におけるプレハブ住宅の着工戸数は約14万戸で、全住宅着工戸数の15.7%を占める。大手メーカーでは1社あたり年間1万戸を超えるプレハブ住宅を生産する。
プレハブ住宅は以下の4種類に分類される。
- 木質系
- 鉄鋼系
- ユニット系（ユニット住宅）
- コンクリート系[8]

### 沿革
1920年代から1930年代にかけて、ドイツで単式工法住宅が試みられた。1950年代以降、アメリカで発達したツーバイフォー（木造枠組壁構法）による住宅建築をベースに、ユニットバス、システムキッチンなどに代表される住宅機能のユニット化が進み、格段の進歩を見せた。アメリカではモービルホームとしても作成された。これは住宅が2つなどに分割されて、それぞれが車輪がついており牽引され現地で接合されるタイプのもの。
日本では、1941年に住宅営団が木製パネル式組立住宅の開発を行った。第二次世界大戦直前の大工や資材が不足する中、1年間で3万戸の住宅建設を進めるために苦肉の策として編み出したもので、12坪の木造平屋建て住宅が1日で組み立てられる仕様であった。また、1946年には戦後の住宅不足の中で、工場生産住宅協会が発足した。1947年に戦災復興院が作成した簡易コンクリート造住宅基準では、分類のひとつとして組立式が設けられ、1949年には組立鉄筋コンクリート構造の試作棟が完成し、1950年にプレコンと名付けられた。
1955年には日本軽量鉄骨建築協会が設立され、小規模建築物への軽量型鋼の研究開発及び試作を行った。1959年に大和ハウスから現代につながる鉄鋼系プレハブ住宅が、ミゼットハウスという名前で販売された。6畳の広さのものだった。1960年には積水ハウスから鉄鋼系が、その後ミサワホームから木質系が販売された。1956年に浅田孝らが開発した南極観測のための昭和基地建設工事で、建材から工事をする必要がなく砕氷船で運び現地で組み立てるだけで使用でき、かつマイナス50℃という環境に耐える工法をミサワホームが1967年から採用、また積水化学工業からはユニット住宅としてセキスイハイムM1が販売された。近年では在来工法（木造軸組構法）にもプレカット材の利用が進むなど影響を与えている。

## PC工法
工場等で予め製造されたプレキャストコンクリートを用いたプレキャスト鉄筋コンクリート工法（PC工法）も、プレハブ工法の一種である。

## 規格建築

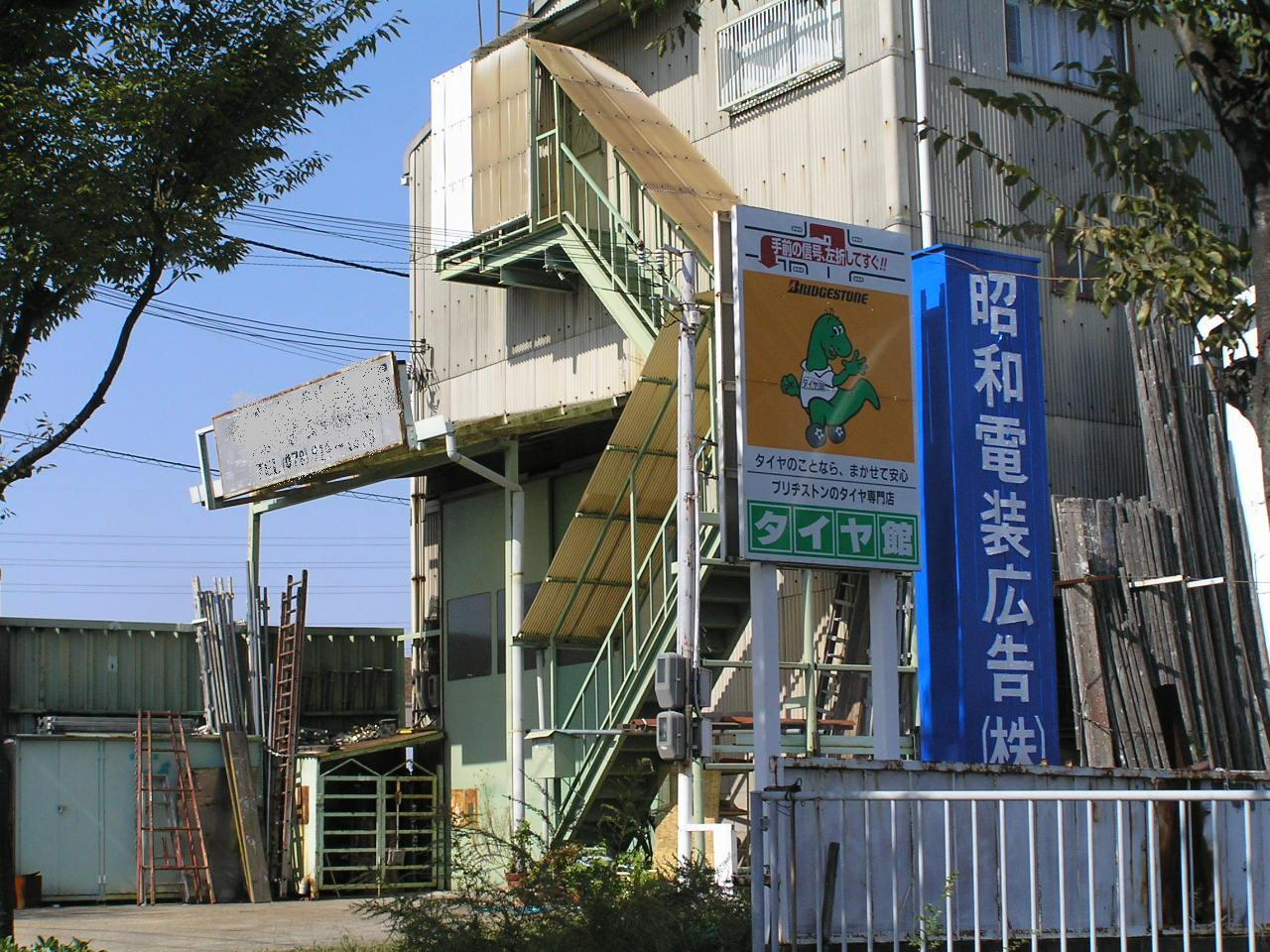
資材置き場兼事務所としての使用例

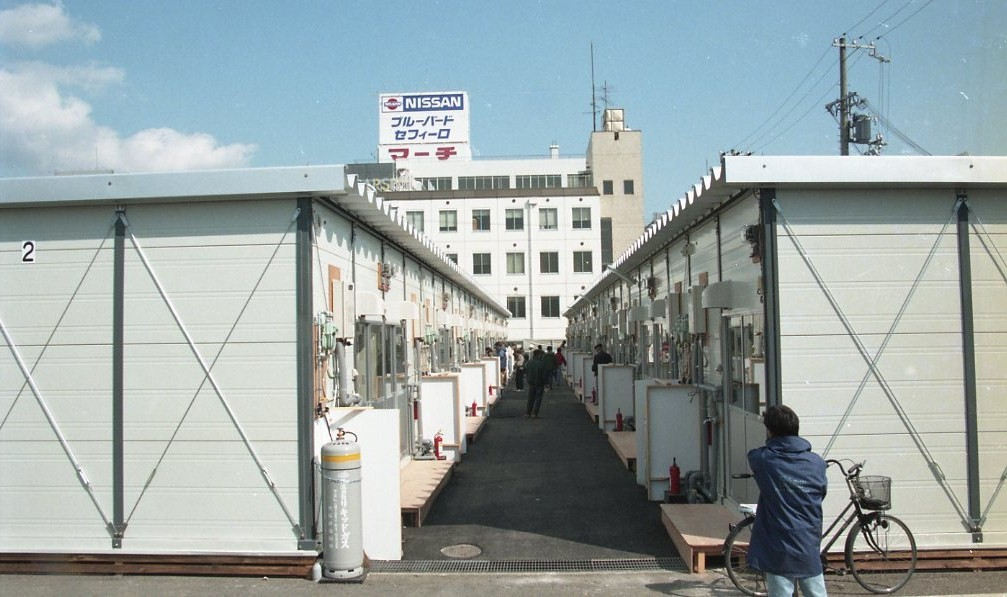
阪神・淡路大震災時の仮設住宅としての使用例（脇浜町、1995年撮影）

水平力をブレースに負担させることにより、主要な構造材に軽量形鋼を使用した組立て式の建築物である。1960年代に開発され、リース用として事務所、教室、倉庫等の用途で使用されるようになった。1990年代以降は、組立すら不要のユニット住宅が主流となっている。
建設現場の休憩所から、集会所、大規模災害時の避難施設や仮設住宅など、機動性と設置の容易さから幅広く普及している。都市部の小学校や中学校では、児童や生徒数の増減に対応するために、仮設校舎が建設されることが多い。また、校舎の補強や建て替え工事の際にも仮設校舎として利用される。

## 有形文化財
2016年3月11日に、積水ハウス株式会社が1963年に建築した「山崎家及び臼井家別荘（セキスイハウスＡ型）」が、プレハブ住宅として初めて国（文化庁）の有形文化財（建造物）に登録された。この建物は、軽井沢に主に避暑を目的とした別荘として建てられ、現在（2016年時点）まで53年間利用されている。